# Anthophora tarsidens
Anthophora tarsidens är en biart som beskrevs av Fedtschenko 1875. Anthophora tarsidens ingår i släktet pälsbin, och familjen långtungebin. Inga underarter finns listade i Catalogue of Life.